# Kiréyevsk
Kiréyevsk (del ruso: Киреевск) es una ciudad del óblast de Tula, en Rusia, centro administrativo del raión homónimo. Está situada a orillas del río Olen, a 40 km al sudeste de Tula, la capital del óblast. Su población alcanzaba los 24.886 habitantes en 2009.

## Historia
El origen de la ciudad se remonta a la segunda mitad del siglo XIX, a partir de un pueblo cosaco llamado Kiréyevskaya (Кире́евская). En ese siglo, se comienzan a explotar los yacimientos de mineral de hierro del entorno, principalmente para las fábricas de armas de Tula. En la década de 1920, entran en funcionamiento las explotaciones de lignita, lo que contribuye a la conversión de la localidad en una ciudad minera. Se convierte entonces en asentamiento de tipo urbano con el nombre Kiréyevka (Кире́евка). En 1956, recibe el estaus de ciudad y su nombre actual.

## Demografía
| 1939 | 1959   | 1970   | 1979   | 1989   | 2002   | 2007   |
| ---- | ------ | ------ | ------ | ------ | ------ | ------ |
| 7200 | 17 900 | 21 300 | 27 100 | 30 503 | 26 284 | 25 100 |

## Economía y transporte
La principal empresa de la ciudad es la sociedad KZLMK (OAO Kiréyevski zavod legkij metalokonstruktsia, en ruso: ОАО Киреевский завод легких металлоконструкций) : empresa especializada en la fabricación de estructuras metálicas para los edificios industriales, agrícolas, civiles, etc.  Archivado el 19 de septiembre de 2010 en Wayback Machine.
La estación de ferrocarril más cercana se encuentra unos 20 km al este, en la ciudad de Uzlovaya. la autopista M4 pasa a unos 10 km al este de la ciudad.